# Ciência patológica

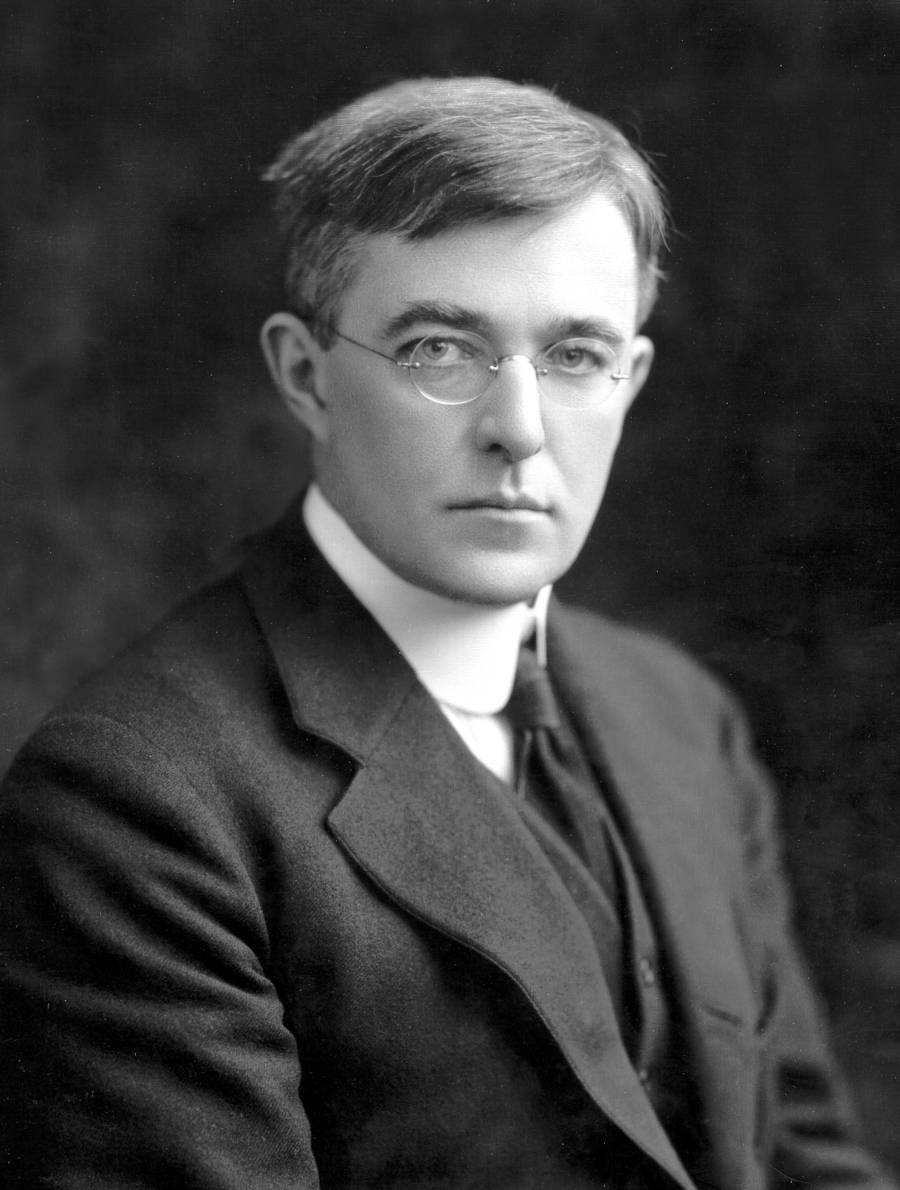
Irving Langmuir cunhou a expressão ciência patológica em um discurso de 1953.

Ciência patológica é um termo utilizado para referir-se a investigações científicas em que os responsáveis por elas "são levados a resultados falsos […] por efeitos subjetivos, otimismo infundado ou interações indevidas". 
Cunhado em 1953 por Irving Langmuir, vencedor do Prêmio Nobel de Química, segundo o seu autor o termo designa "a ciência das coisas que não são o que parecem ser", e, de fato, a ciência patológica envolve auto-engano, motivo pelo qual ela se distingue da fraude científica, que é uma prática feita em plena consciência. Por esse motivo, segundo Lamuir, teorias que resultam de ciência patológica tendem a ser muito mais duradouras e a sobreviverem mesmo depois de terem sido desacreditadas pela maioria dos cientistas da área.
Bart Simon lista a ciência patológica dentre as práticas desejosas de serem reconhecidas como ciência: "categorias […] como […] pseudociência, ciência amadora, ciência fraudulenta ou marginal, má ciência, ciência lixo e ciência popular […] ciência patológica, ciência culto à carga e ciência vodu". Exemplos típicos de ciência patológica incluem as teorias dos Canais de Marte, dos Raios-N, da poliágua e da fusão a frio. As teorias e conclusões por trás de todos esses exemplos são, atualmente, rejeitadas ou ignoradas pela maioria dos cientistas.

## Definição
Ciência patológica, tal qual definida por Langmuir, é um processo psicológico no qual um cientista, originalmente em conformidade com o método científico, inconscientemente diverge de tal método e começa um processo patológico de interpretação fantasiosa de dados (ver efeito observador-expectativa e viés cognitivo). Algumas características da ciência patológica são:
- O efeito máximo observado é produzido por um agente causador de intensidade quase indetectável, e a magnitude do efeito diverge substancialmente e de maneira independente da intensidade da causa.
- O efeito é de uma magnitude perto do limite de detecção, ou muitas medições são necessárias devido à baixa significância estatística dos resultados.
- Teorias fantásticas e contrárias ao que experiências sugerem.
- Críticas são respondidas com desculpas ad hoc.
- A proporção entre apoiadores e críticos sobe e depois cai gradualmente, até ela ser esquecida.

Langmuir nunca teve a intenção de definir rigorosamente o termo, que era simplesmente o título da sua palestra. Como com qualquer tentativa de definir o empreendimento científico, exemplos e contra-exemplos são frequentemente apresentados.

## Exemplos de Langmuir

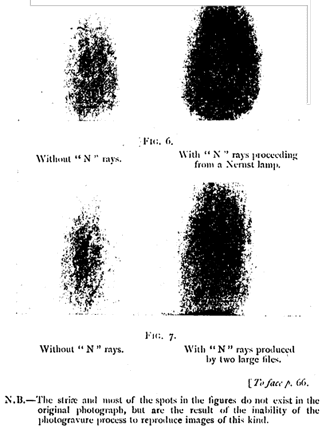
Fig. 6,7 de Prosper-René Blondlot: "Registro pela Fotografia da Ação Produzida por Raios N em uma Pequena Faísca Elétrica". 904.

### Raios N
Langmuir apresentou a teoria dos raios N como um exemplo de ciência patológica, e esse ainda é considerado um caso típico desse tipo de pseudociência.
Em 1903, Prosper-René Blondlot estava trabalhando com raios X (como era o caso de muitos físicos da época) quando afirmou ter descoberto um novo tipo de radiação visível capaz de penetrar o alumínio, que batizou de raios N. Ele elaborou experimentos em que um objeto em quase total escuridão era iluminado por esses raios N, e que assim tornava-se "mais visível". Blondlot alegou que raios N estavam causando uma pequena reação visual, muito sutil para ser vista sob condições normais de iluminação, mas ligeiramente perceptível quando fontes normais de luz eram removidas.
Raios N tornaram-se tema de alguns debates dentro da comunidade científica. Depois de algum tempo, o físico Robert W. Wood decidiu visitar o laboratório de Blondlot, que se dedicava à caracterização física dos raios N. Ele notou que Blondot realizava experiências em que um feixe de 2 mm de raios era passado por um prima de alumínio, a partir do qual media-se o seu índice de refração. Ao ser questionado sobre inconsistências em seu experimento, Blondlot respondeu que "isso é uma das coisas fascinantes sobre os raios N, eles não seguem as leis comuns da ciência".
Wood, em seguida, pediu para ver a experiência sendo executada, e como de costume ela ocorreu em uma sala muito escura, para que o alvo fosse pouco visível. Blondlot repetiu o experimento e obteve os resultados habituais—apesar do fato de Wood ter secretamente removido o prisma de alumínio utilizado no experimento.

### Outros exemplos
Em sua palestra Langmuir ofereceu exemplos adicionais do que considerava como ciência patológica:
- O Efeito Davis–Barnes (1929), de Bergen Davis, da Universidade de Columbia;
- Raios mitogenéticos (1923), de Alexander Gurwitsch e outros;[6]
- O Efeito Allison (1927), de Fred Allison;[7][8]
- A percepção extra-sensorial (1934), e o caso em que Joseph Banks Rhine conscientemente rejeitou resultados contrários porque ele sentiu que eles não poderiam estar corretos.
- Discos voadores e ovnis.

### Exemplos posteriores
Uma versão de 1985 da fala de Langmuir ofereceu mais exemplos de ciência patológica, apesar de pelo menos um desses (poliágua) ter ocorrido inteiramente depois da morte de Langmuir, em 1957:
- Radiestesia;
- Canais de Marte;[9]
- Poliágua;
- Efeitos biológicos de campos magnéticos (como a magnetoterapia, exceto a magnetorrecepção).

## Exemplos mais recentes
Desde a fala original de Langmuir, apareceram um número de novos exemplos do que parecem ser ciência patológica. Denis Rousseau, um dos principais desmistificadores da poliágua, comentando a fala de Langmuir, em 1992, especificamente citou como exemplos os casos da poliágua, da fusão a frio de Martin Fleischmann e da "infinita diluição" de Jacques Benveniste.

### Poliágua
A suposta poliágua é uma forma de água que parece ter ponto de ebulição muito maior e ponto de congelamento mais baixo do que os da água convencional. Muitos artigos foram publicados sobre o assunto, e investigações sobre a poliágua foram feitas em todo o mundo, com resultados mistos. Eventualmente, determinou-se que muitas das propriedades da poliágua poderiam ser explicadas por contaminação biológica. Quando foram introduzidas práticas mais rigorosas de limpeza dos equipamentos envolvidos e controles mais rigorosos, não se conseguiu produzir poliágua. Apesar dos resultados negativos, o conceito de poliágua sobreviveu por muitos anos.

### Fusão a frio
Em 1989, Fleischmann e Pons anunciaram a descoberta de um simples e barato procedimento para obter a temperatura de fusão nuclear. Embora haja muitos casos em que os resultados de sucesso, foram notificados eles não tinham consistência e, conseqüentemente, de fusão a frio veio para ser considerado um exemplo de ciência patológica. Dois painéis convocada pelo Departamento de Energia dos EUA, em 1989, e uma segunda, em 2004, não recomendo um dedicado programa do governo federal para a fusão a frio de pesquisa. Um pequeno número de pesquisadores a continuar trabalhando no campo.

### Memória da água
Jacques Benveniste foi um francês imunologista que, em 1988, publicou um artigo na prestigiada revista científica Nature descrevendo a ação de altas diluições de antianticorpo IgE na degranulação dos humanos basófilos, resultados que pareciam sustentar o conceito de que a homeopatia. Os cientistas ficaram intrigados por Benveniste resultados, já que apenas moléculas de água, e não moléculas do original de anticorpos, permaneceram essas altas diluições. Benveniste conclui que a configuração das moléculas de água foi biologicamente ativos. Investigações posteriores não têm apoiado Benveniste conclusões.